# ВЕС Бурбо-Бенк
ВЕС Бурбо-Бенк (англ. Burbo Bank Offshore Wind Farm) — британська офшорна вітроелектростанція, розташована в Ірландському морі біля узбережжя графства Мерсісайд.
Місце для будівництва ВЕС обрали за 6,5 км від узбережжя неподалік Ліверпуля. У 2006 році баржа BoDo Installer розпочала тут кабельні роботи, а самопідіймальне судно Sea Jack виконало спорудження фундаментів монопального типу. Наступного року те саме Sea Jack змонтувало власне вітрові агрегати. Станція складалася з розташованих на площі 10 км2 двадцяти п'яти турбін компанії Siemens типу SWT-3.6-107 з одиничною потужністю 3,6 МВт та діаметром ротора 107 метрів, які встановили на баштах висотою 80 метрів в районі з глибинами моря до 1 метра (під час відпливу). Видача продукції відбувалась безпосередньо до берегової мережі через три експортні кабелі. Вартість проекту, реалізованого данською компанією DONG, склала 90 млн фунтів стерлінгів.
За декілька років вирішили спорудити значно потужнішу другу чергу. На площі у 40 км2 розташували 32 турбіни данської компанії Vestas типу V164-8.0 з одиничною потужністю 8 МВт, що на момент встановлення були найпотужніші в світі серед змонтованих на вітрових електростанціях. Роботи з будівництва фундаментів виконав влітку 2016-го плавучий кран Svanen, тоді як доставку та монтаж вітроагрегатів з вересня по грудень того ж року здійснило спеціалізоване судно Sea Installer.
Для другої черги проекту спорудили офшорну трансформаторну підстанцію. Спершу в бельгійському порту Hoboken плавучий кран Matador 3 завантажив на баржу гратчату опорну основу («джекет») вагою 985 тон, після чого туди ж методом насуву доправили надбудову з обладнанням («топсайд»). Після їх доставки в Ірландське море монтажні роботи здійснив ще один плавучий кран Stanislav Yudin. Прокладання 25 км головного експортного кабелю до нової наземної підстанції 220/400 кВ виконало судно Willem de Vlamingh.